# Lanzamiento de piedras por palestinos

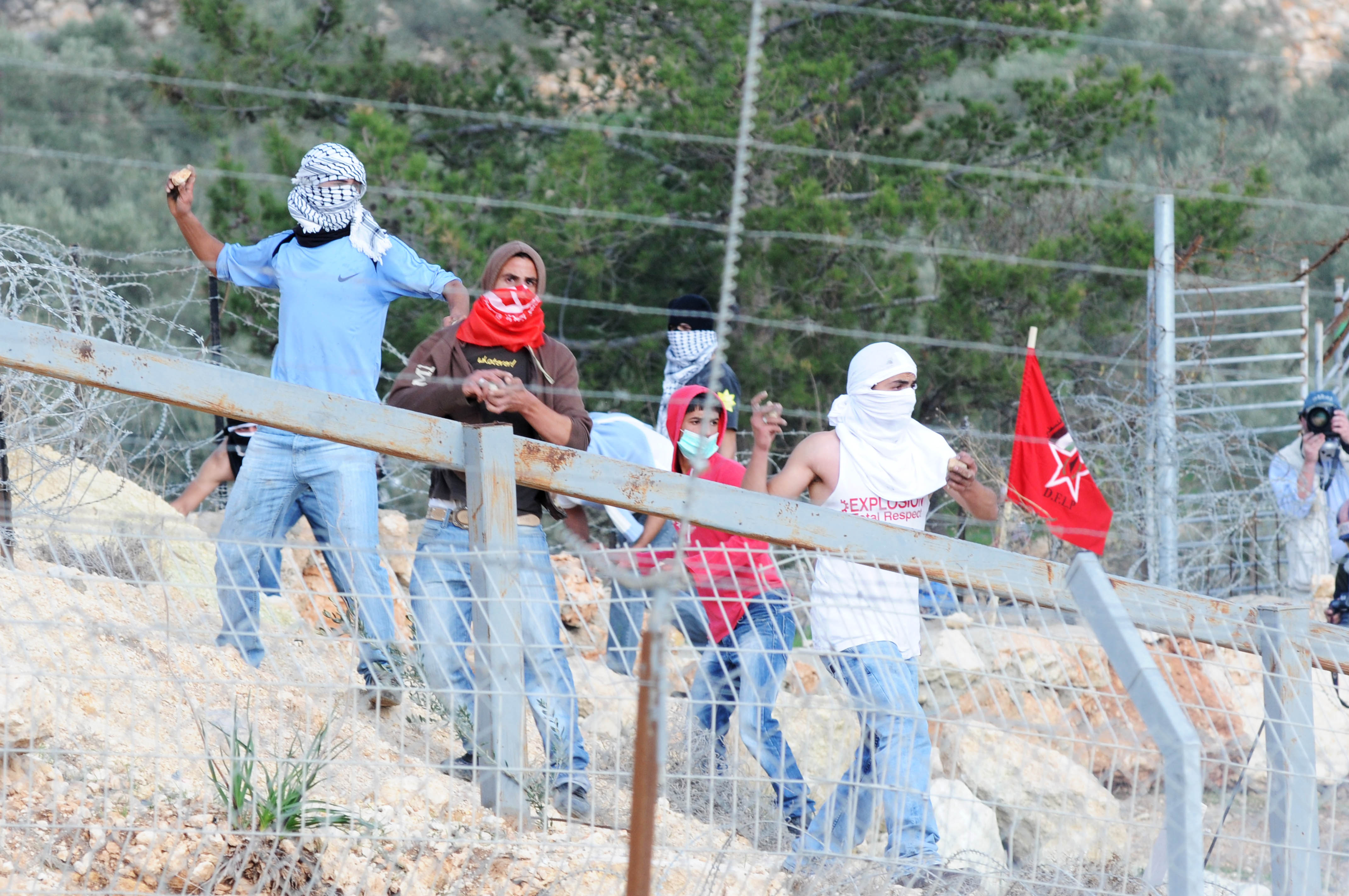
Lanzadores de piedras palestinos en Bil'in.

El lanzamiento de piedras por palestinos se refiere a la tendencia de arrojar piedras contra personas o propiedades por parte de civiles palestinos. Es una táctica con una dimensión tanto simbólica como militar cuando se utiliza contra tropas fuertemente armadas. Sus defensores, simpatizantes y analistas han caracterizado el lanzamiento de piedras de los palestinos como una forma de violencia «limitada», «restringida» y «no letal». La mayoría de los jóvenes palestinos involucrados en esta práctica parecen considerarla simbólica y no violenta, dada la disparidad de poder y equipamiento entre las fuerzas israelíes y los lanzadores de piedras palestinos, y muchos la consideran un método para disuadir a las fuerzas militares y los civiles israelíes de la ocupación de tierras palestinas. El Estado de Israel considera que el acto es criminal porque es potencialmente letal. En algunos casos, los israelíes han argumentado que debería tratarse como una forma de terrorismo o que, en términos de la psicología de quienes arrojan piedras, incluso en defensa o protesta, es intrínsecamente agresivo.
También se ha descrito de diversas formas como una forma de protesta popular tradicional, táctica o acción guerrillera, o una táctica de desobediencia civil que saltó a la fama durante la Primera Intifada. Al menos 14 israelíes han muerto a causa del lanzamiento de piedras por parte de palestinos, incluidos tres árabes confundidos con judíos. En ocasiones ha sido imitado por activistas entre los ciudadanos árabes de Israel.
El lanzamiento de piedras no se considera una fuerza letal en la mayoría de los países: en Occidente las armas de fuego generalmente no se utilizan para dispersar multitudes o disturbios y la proporcionalidad de la fuerza es la norma, excepto cuando existe un peligro inmediato para la vida. Los lanzadores de piedras también emplean catapultas, hondas y resorteras, armadas con materiales fácilmente disponibles a mano: piedras, ladrillos, botellas, guijarros, y a veces, ratas, o bloques de cemento. Las resorteras suelen estar cargadas con grandes rodamientos de bolas en lugar de piedras. Desde el levantamiento de 1987, la técnica es favorecida porque, a ojos extranjeros, invertirá la asociación del Israel moderno con David, y de sus enemigos con Goliat, al presentar a los palestinos como David frente al Goliat de Israel. A pesar de que ha habido frecuentes actos de protesta en todos los territorios palestinos, el número de lanzamientos de piedras ha sido inferior al 3%. No obstante, la prensa y los medios internacionales se centraron en el aspecto del lanzamiento de piedras palestino, que atrajo más atención en los titulares que otros conflictos violentos en el mundo, de modo que se volvió icónico para caracterizar el levantamiento. Según Edward Said, una forma cultural y social total de resistencia anticolonial por parte del pueblo palestino se mercantiliza para el consumo externo simplemente como lanzamientos de piedras por parte de delincuentes o atentados terroristas sin sentido.
El código penal israelí considera el lanzamiento de piedras como un delito grave, con una pena máxima de hasta 20 años, dependiendo de las circunstancias y las intenciones: un máximo de 10 años por apedrear coches, independientemente de la intención de poner en peligro a los pasajeros, y 20 años por arrojar piedras a personas, incluso sin prueba de intención de causar daño corporal. Además, en noviembre de 2015 se promulgó una medida temporal por tres años que exige sentencias mínimas y crea una equivalencia legal entre piedras y otras armas. Según Nathan Thrall, se ha observado que fuerzas encubiertas israelíes se infiltran en las protestas en numerosas ocasiones, incitando a los manifestantes y lanzando piedras contra las tropas israelíes. Según las propias estadísticas de Israel (hasta 2017), ningún soldado de las Fuerzas de Defensa de Israel (FDI) ha muerto como resultado del lanzamiento de piedras por parte de los palestinos.